# 虚拟偶像 (2002年电影)
《虚拟偶像》（英語：Simone，格式化写法）是2002年美国科幻讽刺电影，由安德鲁·尼科尔导演，艾尔·帕西诺、凯瑟琳·基纳、伊雯·瑞秋·伍德、瑞秋·羅勃茲、杰·摩尔和薇诺娜·瑞德联袂出演。片名"Simone"中的Ｉ和Ｏ亦包含程式碼1和0的隱喻。

## 剧情
女星妮古拉·安德斯（薇诺娜·瑞德 饰）拒绝完成过气导演维克托·特兰斯基（艾尔·帕西诺 饰）的新电影，维克托被迫寻找顶替她的演員。因契約中彻底禁止在电影中使用妮古拉的画面，维克托必须重拍，但電影公司不願繼續提供經費。當维克托一籌莫展之際，與维克托曾有一面之緣的電腦工程師汉克·阿雷诺（埃利亚斯·考蒂斯 饰）贈與他一套能用计算机生成一位女性形象的程序，这套程序让维克托轻易创造出饰演电影女主角的虛擬人物。维克多根据计算机程序的名字“模拟一号”（Simulation One），给她的虚拟演员取名“席夢”（Simone）。席夢无缝整合进电影，奉献了完全由维克多主宰的精彩表演。这部电影立即成为巨大的成功，席夢的演出更成為全片焦點，電影公司乃至全世界都在好奇地问：「席夢是谁？」
维克托起初声称席夢是一位隐士，要求公眾尊重她的隐私，但这只会欲蓋彌彰、加剧媒体要求她现身的请求；维克托打算拍完第二部电影后，公布她不存在的秘密。为了满足人們對席夢的好奇，他依靠误导和电影特技，製造了更多繁複誇張的特技，并最终将行动升级为模拟远程现场视频采访。
某一次，两位意志坚定的小报记者發現維克托用过期的库存图片充当采访的背景，而席夢受訪时當地景觀已經改變，從而拆穿了维克多偽造视频采访的騙局。兩名記者于是用这条线索敲诈他，要求他讓席夢现场表演。維克托認為，騙十萬人比騙一個人容易，他安排席夢在体育场活动中唱歌，席夢在烟雾笼罩下出现，之后完美地运用了全息技术和遠鏡頭。誤導現場觀眾、讓他們以為席夢完成了一場的現場演出，也毫無疑問證明席夢是真實的存在著。席夢变得非常著名，同时成为了奥斯卡最佳女主角奖的双料得主，在这个过程中，維克托卻忘記讓席夢的致謝對象加上他自己。
懊惱和挫敗感使维克托的压力终于到了极限，他决定毁掉席夢的职业生涯，以此結束一切。席夢的下一部电影《我是猪》（The Pig）是她的导演处女作，片中充滿跟动物恋有关的粗俗处理手法，旨在让观众厌恶她，但这不仅未能实现讓观众产生厭惡、疏离感的预期效果，还为她培养了有冒险精神、大无畏且前卫的艺术家的信誉。维克托让席夢在公开採訪上喝酒、抽烟和骂人，说着政治上不正确的语句，希望让她丢脸，结果同样事与愿违，觀眾认为她真實不做作。特兰斯基决定使出杀手锏，用计算机病毒抹去她，事后将硬盘和光碟装入扁衣箱，把它推进大海，之后在向媒体宣布她在第三世界亲善巡演期间，感染罕见病毒不幸逝世。在葬礼上，警方入场打断并打开棺材，只找到席夢的纸板剪影。警方遂逮捕了特兰斯基，并向他展示了他将一个大箱子装上帆船的监控摄像头视频，指控他謀殺席夢。
被指控谋杀席夢后，维克托意圖辯解席夢不是个人，而是一个電腦程式，但沒人相信他，而装着存有计算机数据的箱子被打捞上来时空空如也，维克托很可能被判刑。维克多的女儿蕾妮和前妻伊蓮进入他的工作室，试图帮他解围。她们找到了维克多遗忘了的病毒来源硬盘“瘟疫”（Plague），采用杀毒程序消除了计算机病毒，從而使席夢被恢復。“復生”的席夢出现在电视台上，拿着头条刊登她讣闻的报纸大笑，维克托也被無罪釋放。最终，席夢和维克多在家里與他们“生下”的宝宝远程接受采访。席夢表示她关心孩子的将来，因此决定投身政坛。影片揭示了这一幕假想是用色键技术制作的。

## 演员
- 艾尔·帕西诺 饰 维克多·特兰斯基（Viktor Taransky）
- 凯瑟琳·基纳 饰 伊莲·克里斯蒂安（Elaine Christian）
- 伊雯·瑞秋·伍德 饰 兰妮·克里斯蒂安（Lainey Christian）
- 瑞秋·羅勃茲（英语：Rachel Roberts (model)） 饰 席夢（Simone）
- 薇诺娜·瑞德 饰 尼古拉·安德斯（Nicola Anders）
- 杰·摩尔 饰 哈尔·辛克莱（Hal Sinclair）
- 普鲁特·泰勒·文斯（英语：Pruitt Taylor Vince） 饰 麦克斯·索耶（Max Sayer）
- 杰森·施沃茨曼（英语：Jason Schwartzman） 饰 弥尔顿（Milton）
- 埃利亚斯·考蒂斯（英语：Elias Koteas） 饰 汉克·阿雷诺（Hank Aleno，未列入演职人员名单）
- 丽贝卡·罗梅恩 饰 菲斯（Faith，未列入演职人员名单）
- 乔尔·海曼（英语：Joel Heyman） 饰 男性
- 凯莉·安娜·考克斯（Kelly Anna Cox） 饰 少年席夢（Young Simone）

## 评价
影片获得的评价褒贬不一。评论聚合网站烂番茄根据收集到的154条影评打出51%的新鲜度。网站共识指出：“《虛擬偶像》的讽刺不够一针见血，剧情不足以让人相信是足够有意义的。”Metacritic根据38条评论打出49的平均分（满分100）。
影片上映首周末在美国赚得3813463美元的票房，位列票房榜第九位。全球票房19576023美元。